# شريان كعبري جانبي
الشريان الجانبي الشعاعي (باللاتينية: Radial collateral artery) هو فرع من فروع الشريان العضدي العميق. وتنشأ في ذراع السليم والمفارغة مع الشريان المتكررة الشعاعية بالقرب من الكوع.

## معرض الصور

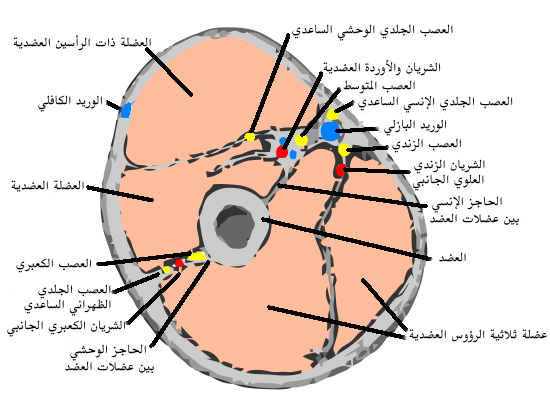
المقطع العرضي من خلال منتصف الجزء العلوي من الذراع.
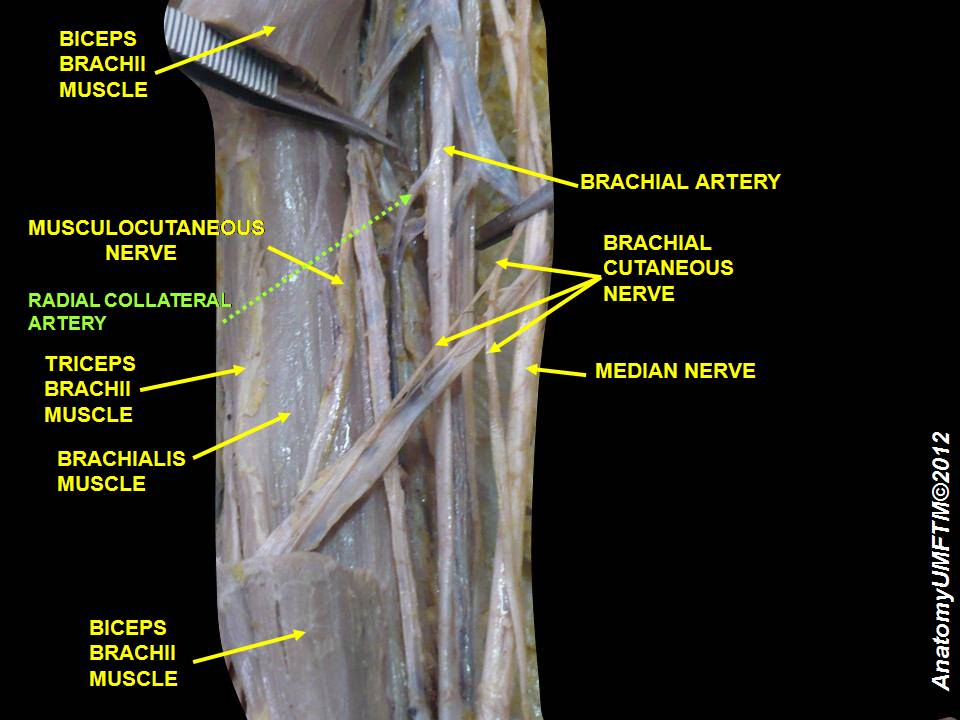
الشريان الجانبي الشعاعي.

## وصلات خارجية
1. ↑  نموذج تأسيسي في التشريح، QID:Q1406710